# Józef Hołard
Józef Hołard, właściwie Józef Hoła (ur. 22 marca 1957 w Oświęcimiu, zm. 19 stycznia 2015 w Cieszynie) – polski profesor, artysta, malarz, grafik, plakacista, pedagog.

## Życiorys
Ukończył Akademię Sztuk Pięknych w Krakowie na Wydziale Grafiki w Katowicach. Dyplom z wyróżnieniem otrzymał w pracowni prof. Tomasza Jurego. Od 1986 pracował w Instytucie Sztuki Uniwersytetu Śląskiego w Cieszynie. Przed śmiercią kierował Katedrą Projektowania Graficznego.
Brał udział w wielu wystawach malarskich i konkursach plakatowych m.in. w Chinach, Finlandii, Rosji, Japonii i Iranie. Wielokrotnie wyróżniany i nagradzany